# Tereza Kesovija
Tereza Ana Kesovija (Ragusa, 3 ottobre 1938) è una cantante croata.

## Biografia
Studentessa di flauto alla scuola media musicale di Ragusa, nel 1958 vinse il Grand Prix al concorso jugoslavo dei giovani musicisti a Lubiana.
Iniziò lo studio all'Accademia musicale di Zagabria e al tempo stesso suonò il flauto nell'orchestra sinfonica di Radio Zagabria, cominciando a esibirsi anche come cantante. In molte interviste ricorda che il ruolo più importante di quella parte della sua vita fu svolto da suo fratello che persuase tutta la famiglia affinché Tereza iniziasse a dedicarsi alla musica.
Ha partecipato all'Eurovision Song Contest del 1966, rappresentando il Principato di Monaco e del 1972, rappresentando la Jugoslavia.
Nel 2002 ha tenuto un concerto a Venezia. Nello stesso anno ha cantato in due concerti insieme a Michel Legrand, vincitore di 3 Oscar e 5 Grammy Award: il primo concerto al 53º Festival estivo di Ragusa (21 luglio) e il secondo durante il festival estivo di Spalato.
Nel 2005 ha festeggiato i 45 anni di carriera tenendo un grande concerto a Zagabria il 5 maggio e uno nella sua Ragusa il 17 agosto a mezzanotte, al Palazzo Ducale.